# Jan de Laval
Jan Patrik de Laval, född 23 mars 1948 i Västrum, död 19 december 2019 i Stockholm, var en svensk teaterregissör och skådespelare.

## Biografi

### Utbildning
de Laval utbildades vid Scenskolan i Göteborg 1970–1973. Efter det gick han Dramatiska Institutets regiutbildning 1975–1977. Han är även universitetsutbildad i konstvetenskap, litteraturvetenskap och teaterhistoria.

### Skådespelare
de Laval debuterade som skådespelare 1968 i SVT:s Partaj och som scenskådespelare 1969 i Plaza Suite på Vasan med Sif Ruud och Gunnar Björnstrand. På Riksteatern spelade han i pjäserna Förra sommaren i Tjulimsk (1978) och Lysistrate (1979). Han var anställd vid bland annat Norrbottensteatern, Borås Stadsteater och Dramaten. På TV har de Laval bland annat setts i Värmlänningarna (1980) och som rattfyllo i Rederiet (1997). 1988 spelade han i Zarah med Evabritt Strandberg. 2008 har han figurerat på TV som den kräsna kocken i en serie reklaminslag för Findus livsmedel.
Han avled efter en tids sjukdom. de Laval är begravd på Norra begravningsplatsen utanför Stockholm.

## Teater

### Regissör och producent
Jan de Laval grundade produktionsbolaget Nöjeshunden och regisserade och producerade bland annat:
- Kvinnan med Meg Westergren (1992)
- Systrar med Harriet Andersson och Meg Westergren (1994-1995)
- Augusti för två med Olof Thunberg och Inga Gill (1997)
- TVÅ med Peter Harryson och Lena Nyman (2002)
- Du igen!? med Johannes Brost och Nina Gunke
- Sankt Franciskus med Mikael Samuelson (2004)
- Det nya hembiträdet en komedi på Riksteatern med Anki Lidén och Allan Svensson (2006)
- Rose på Riksteatern med Evabritt Strandberg (2006)
- Marknadsafton av Vilhelm Moberg med Peter Harryson och Cecilia Nilsson (2007)
- Medan tiden går en komedi med Meg Westergren och Björn Gustafson (2007)

### Roller (ej komplett)
| År   | Roll | Produktion            | Regi        | Teater      |
| ---- | ---- | --------------------- | ----------- | ----------- |
| 1969 |      | Plaza Svit Neil Simon | Per Gerhard | Vasateatern |

## Filmografi
- 1968 – Alkestis
- 1969 – Den girige
- 1969 – Kameleonterna
- 1979 – Selambs (TV-serie)
- 1979 – Mor gifter sig (TV-serie)
- 1987 – Komedianter
- 1996 – Skilda världar (TV-serie)
- 1997 – Rederiet (TV-serie)